# بيتر كاميرون (عالم رياضيات)
بيتر جيفسون كاميرون (بالإنجليزية: Peter Cameron)‏ زميل الجمعية الملكية لإدنبره (من مواليد 23 يناير 1947) هو عالم الرياضيات الأسترالي الذي يعمل في نظرية المجموعات، والجمعيات، ونظرية الترميز، ونظرية النموذج. يعمل حاليًا أستاذا نصف الوقت للرياضيات في جامعة سانت أندروز ، وأستاذ فخري بجامعة كوين ماري بلندن.
حصل كاميرون على بكالوريوس من جامعة كوينزلاند ودكتوراه. في عام 1971 من جامعة أكسفورد، مع بيتر م. نيومان كمشرف له. بعد ذلك، كان زميل أبحاث مبتدئًا وزميلًا تعليميًا في كلية ميرتون بأكسفورد، ومحاضرًا أيضًا في كلية بيدفورد في لندن.

## عمله
كاميرون متخصص في الجبر والانسجام. وقد كتب كتبًا عن المجموعات المختلطة، والجبر، ومجموعات التقليب، والمنطق، وأنتج أكثر من 250 ورقة أكاديمية. لقد طرح تخمين كاميرون إيرد مع بول إيردوس.

## الأوسمة والجوائز
حصل على جائزة وايتهيد من جمعية لندن للرياضيات في عام 1979 وفائز مشترك بميدالية أويلر لعام 2003. وفي عام 2018 تم انتخابه زميلًا في الجمعية الملكية لإدنبره.

## كتبه
- مع J H van Lint: نظرية الرسم البياني، نظرية الترميز والتصاميم الكتل (1975)
- توازي التصاميم الكاملة (1976)
- مجموعات التقليب القحفي (1990)
- مع J H van Lint: التصاميم والرسوم البيانية والرموز وروابطها (1991)
- التوافقية: المواضيع والتقنيات والخوارزميات (1994)
- مجموعات والمنطق والفئات (1999)
- مجموعات التقليب (1999)
- مقدمة في الجبر (الطبعة الأولى) (1998)
- مقدمة في الجبر (الإصدار الثاني) (2008)